# Winston Méndez Montero
Johnny Winston Méndez Montero (* 20. November 1974 in Santo Domingo) ist ein dominikanischer Boxer. Er kämpft im Halbfliegengewicht (bis 48 kg).

## Karriere
International trat Montero erstmals 1999 in Erscheinung, als er bei den Panamerikanischen Spielen bis ins Viertelfinale vordrang, sich hier aber dem Puerto-Ricaner Iván Calderón geschlagen geben musste. Danach verschwand er für viele Jahre von der internationalen Bildfläche und feierte sein Comeback, als er sich bei den Panamerikanischen Spielen 2007 eine Bronzemedaille erkämpfte. Hierbei schlug er den Kolumbianer Oscar Negrete und verlor im Halbfinale gegen den US-Amerikaner Luis Yáñez.
Bei den im selben Jahr stattfindenden Weltmeisterschaften musste er sich bereits im ersten Kampf dem Japaner Kenji Ohkubo geschlagen geben. Dies veranlasste den dominikanischen Boxverband für das 1. Qualifikationsturnier Nord- und Südamerikas für die Olympischen Spiele 2008 einen anderen Sportler zu nominieren. Doch auch dieser hatte keinen Erfolg, so dass Montero vom Verband eine zweite Chance beim 2. Qualifikationsturnier für die Olympischen Spiele 2008 bekam. Er nutzte diese und kämpfte sich bis ins Finale vor, in welchem er gegen den Brasilianer Paulo Carvalho klar nach Punkten verlor. Damit qualifizierte er sich für die Olympischen Spiele 2008. Er gehört damit zu den ältesten Boxern bei diesem olympischen Turnier.